# Teoria dell'azione ragionata
L'idea che i comportamenti siano mediati dalla predisposizione che l'individuo ha nei confronti di quella specifica azione nasce dal modello descritto da Martin Fishbein e Icek Ajzen, nel 1975, chiamato teoria dell'azione ragionata (Theory of Reasoned Action).

## Definizione
La teoria dell'azione ragionata descrive i fattori che portano al comportamento volontario di un individuo.
Secondo la teoria, ci sono due fattori che portano all'intenzione di compiere un'azione:
1. L'atteggiamento nei confronti dell'effetto dell'azione e la credenza che l'azione porterà a un determinato effetto;
2. La "norma soggettiva", la percezione morale dell'individuo, ossia la percezione che quel dato comportamento sia o non sia atteso dalle persone significative per lui/lei (famiglia, amici, partner, ecc.).

Sebbene vi sia una forte correlazione tra questi due fattori, atteggiamenti e norme soggettive, con l'effettivo comportamento intrapreso dalle persone, questi non sono sufficienti a predire efficacemente il comportamento degli esseri umani in tutte le situazioni. Per ovviare a questa incongruenza Ajzen introdurrà nel 1991 con la teoria del comportamento pianificato un terzo fattore, la percezione di controllo sul comportamento, ovvero l'aspettativa circa la facilità o difficoltà a mettere in atto quel determinato comportamento.

### Formula
Nella sua forma basilare, la teoria può essere rappresentata dalla seguente formula:
{\displaystyle BI=(AB)W_{1}+(SN)W_{2}}
in cui:
- BI= Behavioral intention - intenzione a compiere un'azione;
- AB= Attitude toward behavior - l'atteggiamento dei confronti del compiere l'azione;
- W= pesi derivati empiricamente;
- SN= Subjective norm - norma soggettiva.